# Carpe Diem (Entics)
Carpe Diem è il secondo album in studio del rapper italiano Entics, pubblicato il 6 novembre 2012 dall'etichetta discografica Tempi Duri Records distribuita da Sony. 

## L'album
L'album è stato anticipato dal singolo Lungo la strada, pubblicato il 12 ottobre 2012. Altri singoli estratti dall'album sono la title track Carpe Diem (14 dicembre 2012) e Ganja Music, brano che deve la partecipazione dei Casino Royale (8 marzo 2013).
Nell'album sono presenti collaborazioni con Emis Killa, Fabri Fibra, Raf, Casino Royale, Gué Pequeno, Ensi, DJ Double S.
Il disco si discostava dal precedente Soundboy, album uscito nel 2011 che aveva portato al successo l'artista; vennero infatti abbandonate le sonorità raggamuffin in favore di uno stile hip hop.

## Tracce
1. Snooki – 2:34
2. Carpe Diem – 3:29
3. Lontana da me – 3:12
4. Ganja Music (feat. Casino Royale) – 5:49
5. Strade d'estate – 4:03
6. Mixa mixa – 3:34
7. Cosa farei, cosa faresti (feat. Raf) – 3:49
8. L'amore dà, l'amore toglie – 3:38
9. Non vogliono che canti – 4:22
10. Entics Tetris – 3:27
11. Fresh Flas (feat. Ensi e DJ Double S) – 4:05
12. Resta come sei (feat. Emis Killa) – 4:07
13. Pazienza (feat. Fabri Fibra) – 3:58
14. Bella città (feat. Gué Pequeno) – 3:22
15. Lungo la strada – 3:42

Traccia bonus nell'edizione speciale di iTunes
1. Stanza 33

## Classifiche
| Classifica (2012) | Posizione massima |
| ----------------- | ----------------- |
| Italia            | 4                 |